# San Rafael (San Juan de Bigote)
San Rafael es una localidad peruana ubicada en el distrito de San Juan de Bigote, en la provincia de Morropón del departamento de Piura, al norte del Perú.

## Demografía
En el 2017 San Rafael tenía una población de 10 habitantes según el INEI.
| Gráfica de evolución demográfica de San Rafael entre 1993 y 2017 |
|                                                                  |
| Fuentes: Población 1993 y 2017                                   |